# サイクロイド (ストリートファイター)
サイクロイド (Cycloid) は、カプコンとアリカの対戦型格闘ゲーム『ストリートファイターEX』シリーズに登場する架空の人造人間である。

## 概要
格闘家の技を吸収して学習する戦闘兵器。初出の『ストリートファイターEX plus』では隠しキャラクターとして、「サイクロイドβ（サイクロイドベータ）」と「サイクロイドγ（サイクロイドガンマ）」の2体が登場した。βはテクスチャーのない透けたポリゴンのみの姿、γはワイヤーフレームのみの姿をしており、それぞれ他のキャラクターたちの技を組み合わせた性能を持っている。ボイスは無く、音声は機械音や心臓の鼓動音などで構成される。
元は開発に際してモーションチェック用に作られた、プロトタイプキャラクターである。
アーケード版『EX plus』では両者とも詳細不明の謎のサイボーグという位置づけだったが、PlayStation版『EX plus α』にて、サイクロイドγはプルム・プルナの父親であるバルバが巨大犯罪組織シャドルーを壊滅させるために開発した、相手の戦術を記憶・学習してコピーする近接戦闘用ウェポンという設定が追加された。だが、サイクロイドγの完成直前に内通者の通報によってバルバは幽閉されてしまう。その後は不明だが、不完全なままバルバの意志に反して使われていることが示唆されている。後にγは研究所を脱走したが、新たに現れた謎のサイボーグであるサイクロイドβがその後を追い、ターゲットであるγの行動を阻止するというプログラムを遂行する。
『EX2 PLUS』では、ボーナスステージ「EXCEL BREAK（エクセルブレイク）」の対戦相手として「サイクロイド」（ギリシャ文字表記はなく、姿はβのものに近い）が登場した。CPU専用のダミーキャラクターという扱いであり、プレイヤーが使用することはできない。また、エンディングのスタッフロール中の対戦相手や、デモ画面の対戦成績のランキング画面で「EXTRA（ランダムセレクト）」が1位になった時にも登場する。設定は存在せず、前作のβと同一個体であるかは不明。
サイクロイドと同様に「他人の技を組み合わせる」というコンセプトを持つキャラクターとして、『ストリートファイターEX3』ではエース、『ストリートファイターIV』シリーズではセスが登場している。
『ストリートファイターV』の公式ホームページ「シャドルー格闘家研究所」の「キャラ図鑑」にて個人プロフィールが明かされた。ここでは、サイクロイドγは元々はシャドルー壊滅用に開発されていた兵器でありながら、強引にバルバと共にシャドルー所属ということにして世界征服に役立てていること、最終調整をバルバが断ったためシャドルー技術部の方で仕上げたこと、優秀な戦士ではあるがたまに暴走するのと技の学習が雑なのが欠点であることが語られている。一方でサイクロイドβは何処から来たのか解らない正体不明の未確認兵器とされ、脱走したγを追跡している際に発見されたことと、暴走するγを静止させるために活動しているらしいこと以外は全くの謎とされている。

## ゲーム上の特徴
『EX plus』のサイクロイドβはコマンド技の、サイクロイドγはタメ技の必殺技やスーパーコンボで構成される。技によっては、他キャラクター本来の技をアレンジしたものもあり、技名はすべて本来の技名の語頭にβやγをつけたものになっている。身体が透けており、色が明滅しながら変化しているため、ステージによっては位置を視認しづらくなっている。『EX plus』でのステージは、βがドクトリン・ダークと、γがスカロマニアと同じ場所。『EX plus α』では専用BGM「Future Objects」が追加された。
『EX2 PLUS』のボーナスステージに登場するサイクロイドは、同作のシステムである「エクセル」発動中にしかダメージを与えることができず、スーパーコンボゲージを使い切るとその時点でプレイヤー側の敗北になる。スタッフロールで登場した際はプレイヤー側がゲージ消費行動を使い放題になり、普通に攻撃を加えることが可能。サイクロイド自身は技を持たず、一切攻撃を行わない。

## 技の解説（サイクロイドβ）
βのニュートラルポーズはアレン・スナイダー、通常技はブレア・デイム、勝利ポーズはカイリと同じモーションになっている。

### 投げ技
β胸打掴
カイリの通常投げ。相手を掴んで何度も地面に叩き付ける。ボタン連打で攻撃回数を増加できる。
β掴み膝キック
ブレアの通常投げ。顔面に膝を叩き込んでから飛び膝蹴りを行う。こちらもボタン連打で回数を増やせる。

### 特殊技
β旋風脚
リュウの特殊技。前に低く飛びながら回し蹴りを入れる。
β前方転身
ケンの特殊移動技。前方に転がって回り込む。
βスカロパンチ
スカロマニアのガードブレイク。大きく振りかぶって正面にパンチする。

### 必殺技
βシュートアッパー
ブレアの必殺技。前進しながらアッパーを2回繰り出す。
βジャスティスフィスト
アレンの必殺技。突進しつつ鉄拳を正面に繰り出し、技後にポーズを決める。
βプリム◇キック
プルムの必殺技。飛び上がりながらのサマーソルトキック。
β飛燕蹴
春麗の必殺技。宙返りからの飛び込みキック。
β竜巻旋風脚
リュウの必殺技。『EX』における回し蹴りを一発ずつ繰り出すタイプの技だが、リュウと違い追加入力ではなく、弱で1回、中で2回、強で3回の蹴りを自動で発動する、ダンの「断空脚」に近い性質となっている。また、コマンドがいわゆる「竜巻旋風脚」コマンドではなく、「波動拳」型のコマンドになっている。

### スーパーコンボ
βKILLトランプ
D.ダークのスーパーコンボ。斜め前に飛ぶ対空攻撃を2連発する。
β鬼燕翔
ガルダのスーパーコンボ。ほぼ垂直に大きく飛び上がる対空技。
β真空竜巻旋風脚
リュウのスーパーコンボ。その場でしばらく滞空して足を回転させ「竜巻旋風脚」を放ち続ける。「β竜巻旋風脚」とは違ってコマンドはリュウのものと同じになっている。また、リュウとは違い空中では発動できない。
β雅竜滅蹴
カイリのスーパーコンボ。空中から鋭角で急降下する多段蹴り降ろしから飛び膝蹴りに繋ぐ。

## 技の解説（サイクロイドγ）
γのニュートラルポーズはブレア・デイム、通常技と勝利ポーズはドクトリン・ダークと同じモーションになっている。

### 投げ技
γ背負い投げ
リュウやケンの通常投げ。背負投で地面に叩きつける。
γデススルー
ベガの通常投げ。相手を掴んだ後蹴り上げて後方に蹴り飛ばす。追い討ちが可能。
γダンス・ウインド
プルムの空中投げ。相手の両腕をつかみジャイアントスイングのように振り回す。
γフライングバスタードロップ
ガイルの空中投げ。相手を掴み落としてバックブリーカーのような技を決める。

### 特殊技
γヘビースタブキック
ガイルの特殊技。前へ踏み込みながら蹴りを放つ。
γ天魔空刃脚
豪鬼の特殊技。空中から鋭角で放つ急降下蹴り。
γガンジスチョップ
ダランのガードブレイク。軽く跳ね、両手でチョップを叩き込む。

### 必殺技
γ百烈脚
春麗の必殺技。片脚立ちの体勢から素早い蹴りを連続で繰り出す。ボタン連打で持続する。γの必殺技で唯一溜めコマンドではない。
γスカロクラッシャー
スカロマニアの必殺技。頭から突進で素早く飛び込む。元の技とは違い溜めコマンドになっているほか、当てた場合のみスカロマニアのものより跳ね返りが小さい。
γスライディングアロー
ブレアの必殺技。スライディングキックで滑り込む。元の技とは違い溜めコマンドになっている。ブレアのように相手の足を挟み込んで倒す効果はなく、強で出すとダウンさせる。
γファイナルパンチ
ジャックの必殺技。パンチボタンかキックボタン3つをしばらく押し続けて力を溜め、強烈なパンチを繰り出す。
γヘッドプレス
ベガの必殺技。相手の頭上へ向かって素早く飛び上がり、両足で踏みつける。ベガと違い追加入力はなく、踏みつけた相手をそのままダウンさせる。
γサマーソルトキック
ガイルの必殺技。後方宙返りをしながら蹴りを放つ。

### スーパーコンボ
γレスアル★カーナ
プルムのスーパーコンボ。縦に回りながら飛び踵落としを4回繰り出した後に宙返り蹴りを決める。元の技とは違い溜めコマンドになっている。
γダブルサマーソルトキック
ガイルのスーパーコンボ。「サマーソルトキック」を2連続で繰り出す。
γ轟牙
元はガルダの必殺技だが、γはスーパーコンボとして使用する。前方へ回転しながら突進し、多段ヒットの攻撃を放ちながら倒れこむ。元の技とは違い溜めコマンドになっているほか、ガルダよりも発生速度や威力が向上している。
γニープレスナイトメア
ベガのスーパーコンボ。ベガとは違い、空中前転しながら両足を振り下ろす「ダブルニープレス」を3連続で放つ。

## その他
- 『EX2 PLUS』に登場するサイクロイドは、ニュートラルポーズがカイリの通常構えと同じになっている。ボーナスステージでプレイヤーが敗北した場合は、プレイヤーが使用しているキャラクターの勝利ポーズをコピーする。
- 『EX3』にもサイクロイドのモデルデータが収録されていたが、ゲーム中には登場しない。

## 登場作品
サイクロイドβ、サイクロイドγ
- 対戦型格闘ゲーム
  - 『ストリートファイターEX plus』
  - 『ストリートファイターEX plusα』

サイクロイド
- 対戦型格闘ゲーム
  - 『ストリートファイターEX2 PLUS』